# Христо Сираков
Христо Иванов Сираков е български военен деец, подофицер и деец на Върховния македоно-одрински комитет.

## Биография
Христо Сираков е роден през 1872 година в село Костел, Еленско. Негов дядо е хайдушкият войвода Дели Димо, заловен и обесен преди Освобождението на България в Ескѝ Джумая̀, а баща му Келеш Иван е убит в бой с турски аскер. Христо Сираков става подофицер в Българската армия и чрез своя командир Анастас Янков влиза в редовете на Върховния комитет. През 1900 година е разквартируван в Тутракан, където става член на местното македонско дружество и обучава членовете му в стрелба и пласира облигации на Върховния комитет. В края на същата 1900 година е командирован в Русе, откъдето Борис Сарафов го изпраща в Букурещ, за да следи и докладва за развитието на аферата около убийството на Стефан Михайляну на дейците на македонския комитет в Русе Панайот Хитов, Димитър Владов и Александър Протогеров. Българин детектив на румънска служба го разкрива и Сираков е задържан пет месеца в румънски арест. След това се уволнява от армията и се установява в град Елена, където взима участие в дейността на местното македонско дружество.

### Горноджумайско въстание
В 1902 година при избухването на Горноджумайското въстание еленчани, начело със съпругите на полковник Драгиев и майор Момчилов с щедри дарения организират и въоръжават отряд от 20 души запасни войници, начело с майор Асен Чолаков и Стойчо Гаруфалов. Сираков е подвойвода на четата. При пристигане в Горноджумайско обаче, тъй като войниците в четата са добре обучени бивши войници, по решение на щаба на въстанието, начело със Стефан Николов, четата е разформирована и войниците ѝ се включват в четите на Дончо войвода, Георги Пелтека, Васе Пехливана, Павел Давков. Сираков участва в сраженията при Железница, Сърбиново, Градево, а след това на 18, 19 и 20 октомври в това при Бистрица, където е ранен генерал Цончев и при граничните върхове Чатал тепе и Факир тепе.
В началото на пролетта на 1903 година генерал Цончев го изпраща начело на чета от 14 души да занесе пощата на войводата Тодор Саев в Горноджумайско, а оттам Сираков заминава в Поройско при Алексо Поройлията и става секретар на четата му.

### Илинденско въстание
В началото на Илинденско-Преображенското въстание в края на юли 1903 година в Поройско пристига войводата Никола Попов със седем ранени четници и по заповед на Алексо Сираков ги отвежда с двама четници до границата на Свободна България. При село Клисура обаче са открити от турски граничари и след избухналото сражение Сираков е принуден и той да пресече границата и се установява в Дупница. Пунктовият ръководител на Върховния комитет в града Константин Илиев го осведомява за разположението на въстаниците и с двамата си четници Сираков заминава за лагера в Рила, където са генерал Цончев, полковник Янков, капитан Юрдан Стоянов и поручик Любомир Стоенчев. На 6 август двете чети на капитан Стоянов и поручик Стоенчев тръгват за Македония, като Сираков е взводен командир в отряда на Стоенчев, като с него е близкият му приятел Димитър Ченков. Стоенчев с четата си от 68 души, повечето запасни войници, въоръжени с манлихери с по 250 – 300 патрона и с по 2 бомби, трябва да пристигне във Валовищко, а Стоянов с около 85 четници, повечето също запасни военни чинове – в Разложко и там около Ел тепе да чака нареждания от Цончев. На 10 август четите минават границата при Царев връх и на 12 август навлизат в Пирин, където в Сухия дол при Говедарника двете чети се разделят. Стоенчев тръгва на изток по северните подножие на Ел тепе към Валовищко, а Стоянов се отправя нагоре по сухия дол към върховете Етипица и Албутин, западно от Ел тепе. По пътя си Стоенчев се среща при село Пирин с четите и ръководителите на Серския окръг на ВМОРО, начело с Яне Сандански и войводите Илия Кърчовалията и Атанас Тешовалията, събрани на конгрес. Стоенчев спира и изчаква решенията на конгреса. След няколко дни по решение на конгреса Стоенчев заедно с 45 души четници и войводите Илия Кърчовалията и Атанас Тешовалията заминава за Валовищко, а неговите помощници подпоручик Кочо Настев и взводният командир Христо Сираков са придадени към четите, действащи в Мелнишко. По нареждане на Сандански войводите Спиро Костов, Кочо Настев и подвойводата Христо Сираков с около 24 четници и 32 селяни заминават за Разложко, за да пренесат от организационните складове там оръжие и взривни материали. На връщане на 4 септември спрат в местността Кукла над село Пирин. Нам на тях се натъква османски разузнавателен отряд, търсещ части от отрада на генерал Цончев, полковник Янков, Юрдан Стоянов, Петър Дървингов, Димитър Зографов, Борис Стрезов, Асен Партениев, Сандански, Михаил Чаков и Стоян Мълчанков, който дава сражение при село Пирин на 1 септември. Четата се разделя на три, начело с Кочо Настев, Спиро Костов и Христо Сираков. Около 3 следобед два табура войска настъпват към Кукла. Първи започва сражение отряда на Спиро Костов, а след като турците се хвърлят на юруш към позицията на Костов, се включват и отрядите на Настев и Сираков, укрити в карпите. Турците са спрени, като дават много жертви, но около 6 часа пристигат подкрепления от Неврокоп и опитът им да пробият българските позиции продължава и се оттеглят в село Пирин едва при падането на нощта. Тогава и българските чети напускат позициите си и се оттеглят в гората. Според вестник „Реформи“, брой № 41 от 20 септември, турците дават огромни жертви, между които един полковник и трима юзбашии. От българска страна загиват 6 души: войводата Спиро Костов от Прилеп и четниците Димитър Карамочев от Алфатар, Илия Стоянов от Мечкул, Митрето от Петричко, Коста Димитров от Видин и Трифун Стоянов от Попово. Ранени са войводата Кочо Настев от Солун и четниците Анто Колев от Драгалевци, Георги Ангелов от Софийско, Димитър Ченков от Долна Оряховица, както и трима селяни.
На 10 септември отрядът е в Разлога, съдето се среща с четите на генерал Цончев и полковник Янков. Тежко ранените са изпратени в България, а здравите се присъединяват към полковник Янков. На 14 септември, Кръстовден, избухва въстанието в Разлога с местни чети и милиции и дошли от България четници. Въстаниците, начело с подпоручик Владимир Каназирев, нападат мехомийския гарнизон, окопан около града, след което започва сражение в самия град, продължило цяла нощ с големи жертви и от двете страни. Къщите в българските махали и голяма част от тези в турските изгарят. На другия ден 15 септември полковник Янков води ожесточено сражение пред Бачево, като предприема две атаки срещу османците, които отстъпват в селото. Кръвопролитни сражения водят и на Предела поручик Христо Танушев и подпоручик Никола Лефтеров. На 16 и 19 септември големи боеве се водят около Белица, където под командването на полковник Янков са четите на поручик Александър Манов, подпоручиците Кочо Настев, Георги Герджиков, Серафим Парталев и войводите Димитър Лазаров, Кочо Молеров, Борис Голев, Николов, Иван Ботушанов, братя Колчакови, Атанас Фурнаджиев, Димитър Ботков и други – общо над 1000 души.
На 17 септември Христо Сираков оглавява отряд четници, между които и Димитър Ченков, които се промъкват до турските позиции в източния край на Белица и след като хвърлят бомби ги атакуват и обръщат османците в бягство. След това подпалват турските шатри край селото и спират настъпващата колона откъм Банско. Същевременно отрядът на полковник Янков настъпва към Белица от запад. Турците отстъпват след като запалват селото.
Скоро след падането на Белица по решение на щаба на въстанието заедно с генерал Цончев и Димитър Стефанов, Сираков се оттегля в България. Скоро обаче с отряда на генерал Цончев и кореспондентите Алфред Хейлс и Борис Тагеев Сираков отново навлиза в Македония, за да могат кореспондентите да видят опожарените български села и бежанците из горите.
След въстанието Христо Сираков работи като полицай и железничар в Горна Оряховица.
През Първата световна война е старши полицейски стражар във Велес, за отлична служба е награден с бронзов медал „За заслуга“
Членува в Илинденската организация.
Умира след 1938 година.